# Casa Kubitschek
O Museu Casa Kubitschek é um museu-casa localizado na orla da Lagoa da Pampulha que serviu de residência de fim de semana do então prefeito de Belo Horizonte, Juscelino Kubitschek.

## História

### Projeto
A casa foi projetada por Oscar Niemeyer e construída entre 1940 e 1943. Com telhado em forma de asa de borboleta e planos inclinados, a Casa Kubitschek, que ocupa 680 m² de um terreno de 2.800 m², configura tipologia característica da arquitetura brasileira do modernismo. A residência foi projetada de modo a preservar ao máximo a intimidade da família Kubitschek, objetivo alcançado tanto por meio da estratégia de recuo da casa para o fundo do terreno, quanto pela criação do jardim de Roberto Burle Marx na entrada da residência e da setorização dos seus espaços internos.

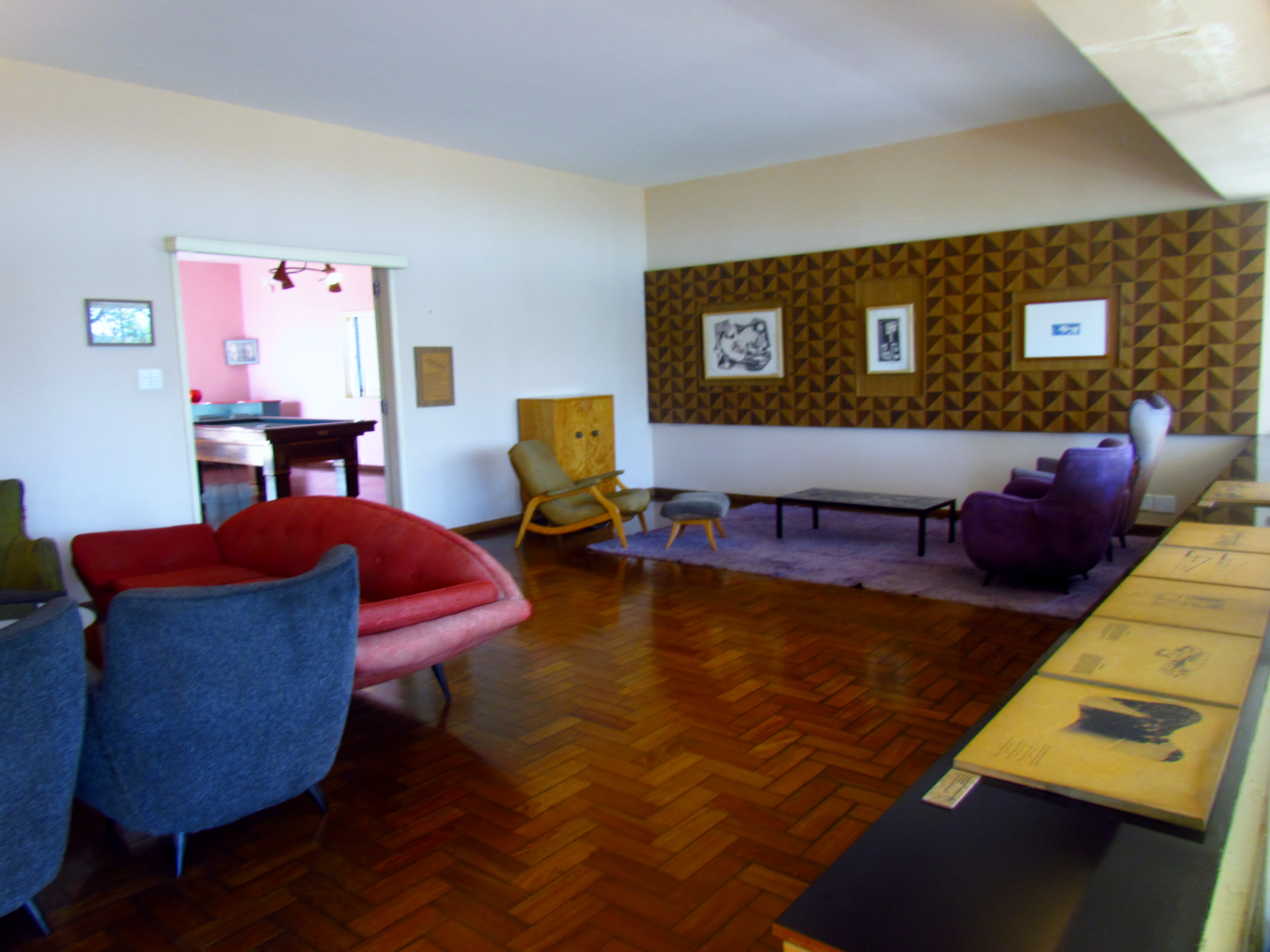
Sala de Estar do Museu Kubitschek

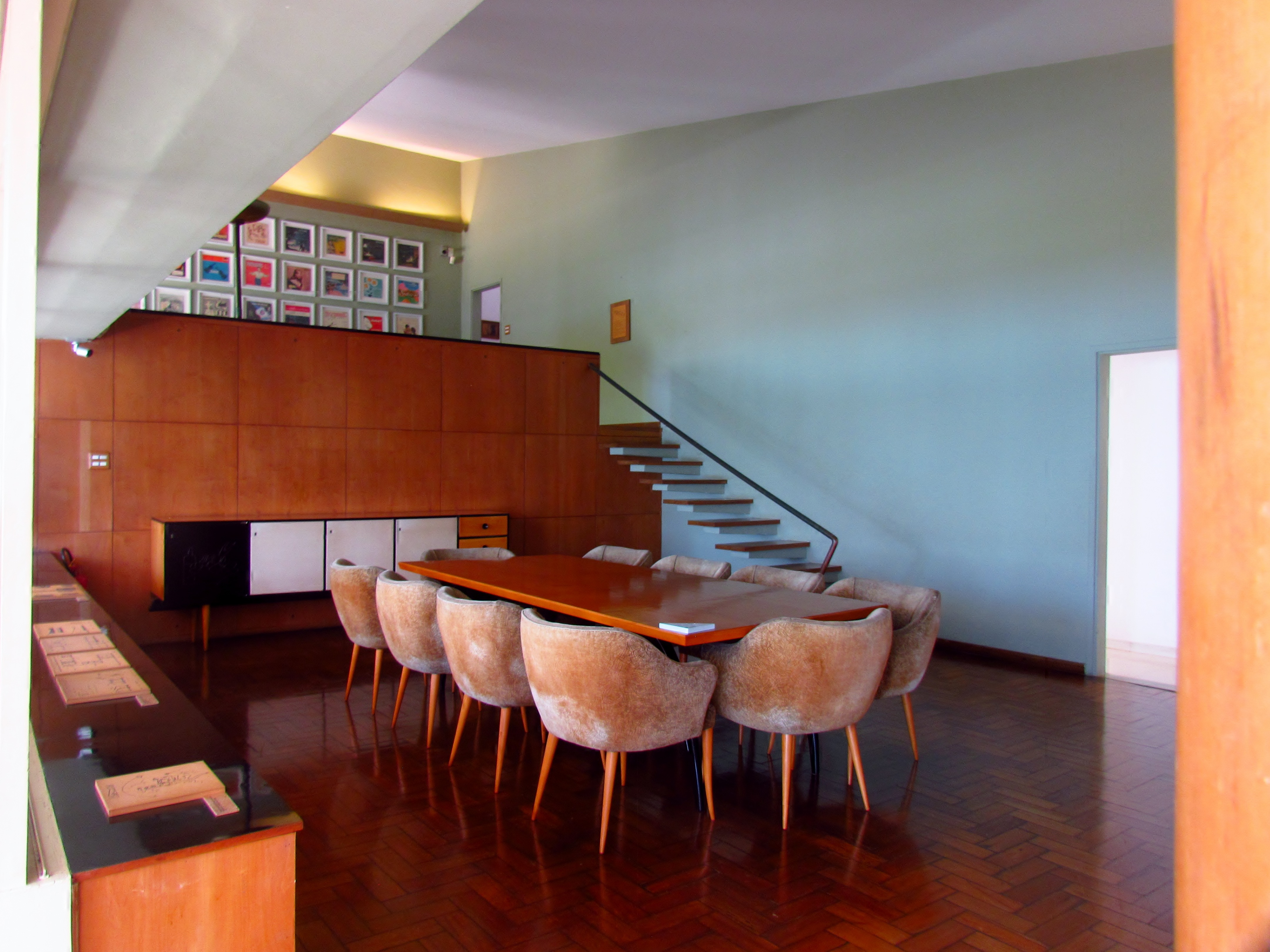
Sala de Jantar do Museu Kubitschek

No interior da casa a organização dos espaços e os detalhes na decoração incrementada pelos painéis de Alfredo Volpi e Paulo Werneck, revelam os traços da arquitetura moderna de Oscar Niemeyer e suas parcerias. A área social foi pensada para abrigar as salas de estar, de jantar e de jogos; já a área de serviços, possuía cozinha, banheiro e dependência de empregados; e a área íntima, mais reservada, possuía  três quartos.

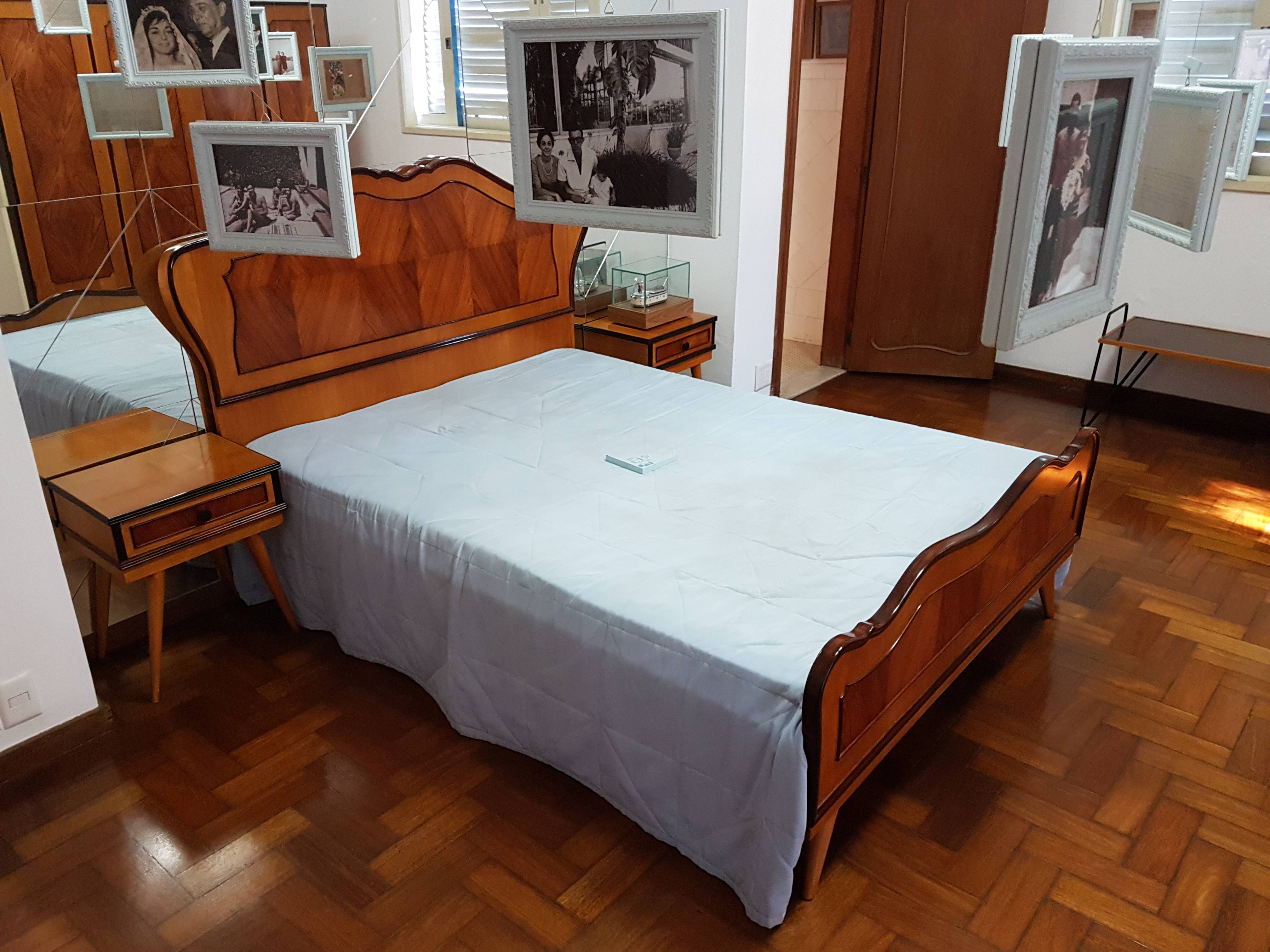
Quarto de casal no Museu Kubitschek

O banheiro se ligava ao quarto por uma porta extra com saída para a área da piscina, que por vezes foi apontada “pelos inimigos de JK como ‘saída de emergência’ para suas supostas amantes.”
Nos fundos da casa principal, próximo a piscina foi construída uma casa menor, com três quartos, duas salas e um banheiro, que era utilizada por JK como escritório. Aquele era um dos lugares preferidos de Juscelino Kubitschek, ali ele “costumava trabalhar e atender os telefonemas tomando sol na piscina.” 

### Residência
A casa permaneceu ocupada pela família Kubitschek até 1945, quando JK rumou para o Rio de Janeiro para ser empossado deputado federal. Após sua partida, a casa ficou desocupada até 1956, ano em que o amigo, colega de seminário e padrinho de casamento, Joubert Guerra, comprou o imóvel. Com a transação, a família Guerra passou a utilizar a casa, que sempre estava à disposição de JK em suas visitas à Belo Horizonte.  

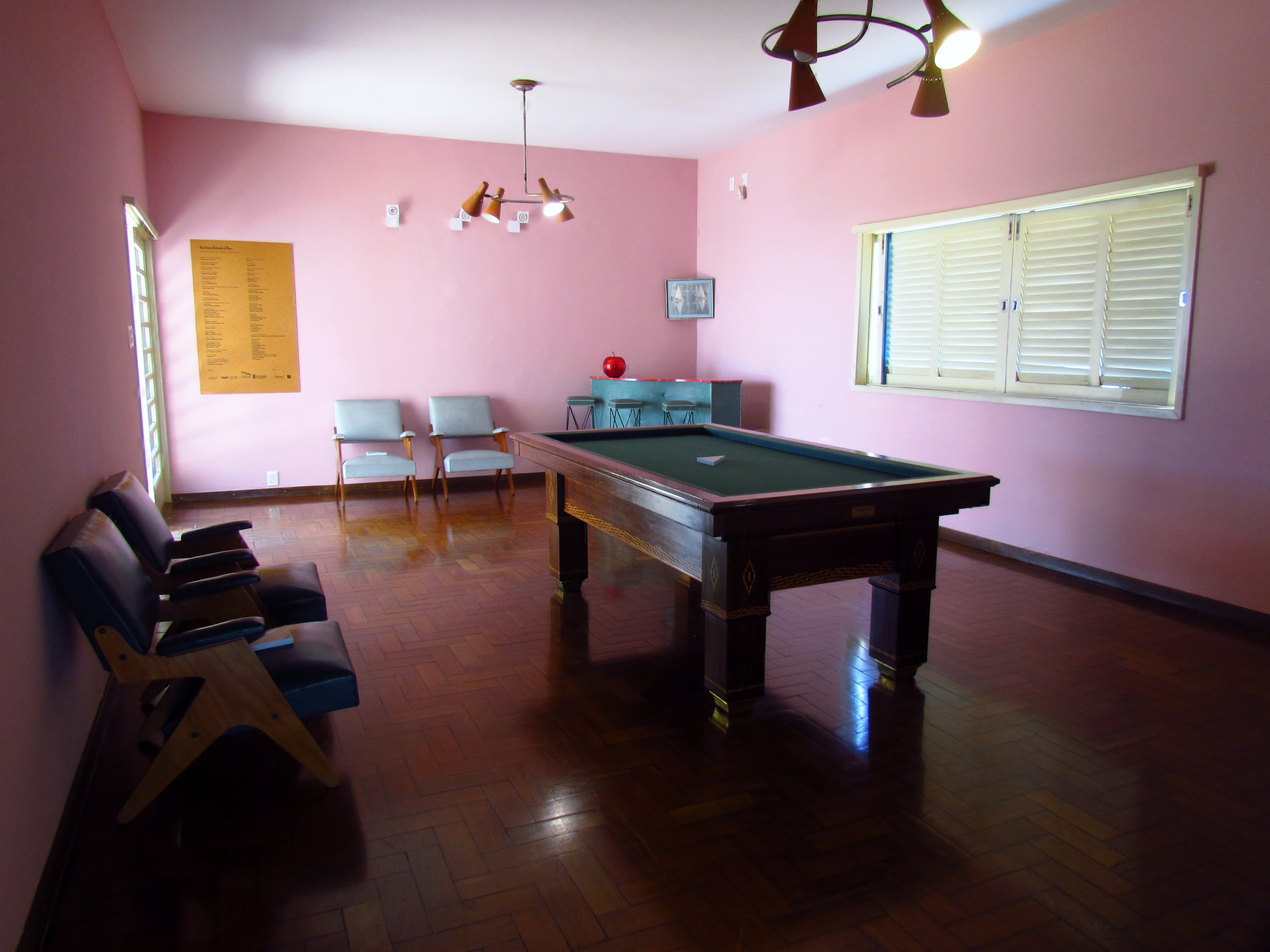
Sala de jogos da Casa Kubitschek com mesa bilhar francesa.

Durante todo o período em que a família Guerra permaneceu no local, o imóvel e os móveis - em grande parte adquiridos pelo próprio Juscelino, foram bem preservados. Dentre a mobília ainda estavam em boas condições, a geladeira e a cama de casal comprados por JK, além de uma mesa de bilhar francês e mais outros 90 itens. 
Após o falecimento de Joubert Guerra em 1977, sua esposa, Juracy Brasilience Guerra, permaneceu morando no local até falecer em 2004. Com a sua morte, a prefeitura de Belo Horizonte demonstrou interesse em adquirir a casa para transformá-la em espaço cultural. Em 2005 os herdeiros da família assinaram o Termo de Desapropriação transferindo o imóvel para a prefeitura, que somente em 2008 iniciou as obras de restauração e adaptação do espaço para a instalação do Museu Casa Kubitschek, com base no projeto desenvolvido pela Diretoria de Patrimônio da Fundação Municipal de Cultura de Belo Horizonte. 

### Museu
Na noite de 10 de setembro de 2013, a Prefeitura Municipal de Belo Horizonte, enfim, inaugurou o Museu Casa Kubitschek como sendo um espaço cultural administrado pela Fundação Municipal de Cultura. O espaço passou a integrar o Conjunto Arquitetônico da Pampulha, que conta também com a Igreja de São Francisco, o Museu de Arte da Pampulha, a Casa do Baile e o Iate Tênis Clube. Desde a inauguração, o espaço é aberto para visitação.